# Augustine Pietrantoni
Augustine Pietrantoni (en italien : Agostina Pietrantoni), née le 27 mars 1864 à Pozzaglia Sabina et morte le 13 novembre 1894 à Rome, est une religieuse italienne des Sœurs de la charité de sainte Jeanne-Antide Thouret, morte assassinée par un des malades dont elle s'occupait. Elle est considérée comme sainte par l'Église catholique depuis sa canonisation en 1999. Sa fête est fixée au 13 novembre, jour anniversaire de sa mort.

## Enfance et vocation
Olivia Pietrantoni naît près de Rieti, le 27 mars 1864, dans une famille rurale, seconde enfant de la famille. Elle est pieuse et sa première communion est pour elle une révélation.
Il lui faut seconder ses parents dans les tâches quotidiennes, et auprès de ses frères et sœurs. Parallèlement, à 7 ans, elle transporte des sacs de cailloux et de sable pour la construction de la route d'Orvinio à Poggio Moiano, et dès l'âge de 12 ans, elle s'embauche comme saisonnière pour la récolte des olives. Là, elle travaille durement, tenant tête au nom de la justice à ses employeurs, soutenant les compagnes, leur parlant de l'Évangile et de la miséricorde divine.
Elle décide alors de donner toute sa vie au Christ, et d'entrer en religion, malgré les sarcasmes de son entourage qui l'accuse de manquer de courage pour faire son travail et de choisir une solution de paresse.

## Vocation et mission
À l'âge de 22 ans, elle part à Rome chez les Sœurs de la Charité fondées par saint Jeanne-Antide Thouret. Elle y prend le nom d'Augustine, elle est d'abord chargée de soigner les enfants de l'hôpital du Saint-Esprit. Puis, elle s'occupe des tuberculeux, maladie qu'elle contracte, mais dont elle guérit.
Le climat de l'époque n'est pas favorable à la religion. Les crucifix sont interdits dans l'enceinte de l'hôpital, les sœurs ne sont pas chassées, elles sont trop populaires, mais il leur est défendu de parler de religion aux patients. Malgré cette ambiance bien peu propice, sœur Augustine parvient à assumer ses tâches avec un grand dévouement et un immense courage soutenu par sa confiance en la Vierge Marie.
Toutefois, certains malades sont violents, et menacent les sœurs qui les soignent. C'est le cas de Joseph Romanelli, dont le comportement lui vaut d'être chassé par le directeur. Ce n'est pas sur ce dernier qu'il se venge mais sur sœur Augustine qu'il insulte en lui affirmant qu'il va la tuer.
Il la frappe le 13 novembre 1894 et elle en meurt en ayant eu le temps de lui pardonner et de prier pour lui.

## Citation
- De Jean-Paul II, le 19 avril 1999, aux pèlerins venus assister à la canonisation de sœur Augustine : « Elle dit de ses malades, à l'époque incurables et souvent exaspérés et difficiles à soigner : « En eux je sers Jésus-Christ... je me sens enflammée de charité pour tous, prête à affronter n'importe quel sacrifice, même à verser mon sang pour la charité ». Le sacrifice suprême du sang sera le sceau définitif de sa vie, qui s'est entièrement écoulée dans l'amour indivis pour Dieu et ses frères ».

## Saints canonisés le même jour
- Jean Calabria
- Marcellin Champagnat

## Sources
- Osservatore Romano : 1999 n.16 p.1-2
- Documentation Catholique : 1972 p.1060  -  1999 n.10 p.459-461